# Route européenne 651
Pour les articles homonymes, voir Route 651.
La route européenne 651 est une route reliant Altenmarkt im Pongau à Liezen.